# Elymandra
Elymandra (synoniem: Pleiadelphia) is een geslacht uit de grassenfamilie (Poaceae). De soorten van dit geslacht komen voor in Afrika en Zuid-Amerika.

## Soorten
Van het geslacht zijn de volgende soorten bekend: 
- Elymandra androphila
- Elymandra archaelymandra
- Elymandra gossweileri
- Elymandra grallata
- Elymandra lithophila
- Elymandra subulata